# نبض (فیلم ۲۰۰۱)
نبض (انگلیسی: Pulse) فیلمی در ژانر ترسناک به کارگردانی کیوشی کوروساوا است که در سال ۲۰۰۱ منتشر شد. از بازیگران آن می‌توان به کومیکو آسو، کویوکی، کوجی یاکوشو و شو آیکاوا اشاره کرد.